# ランゲルハンス島

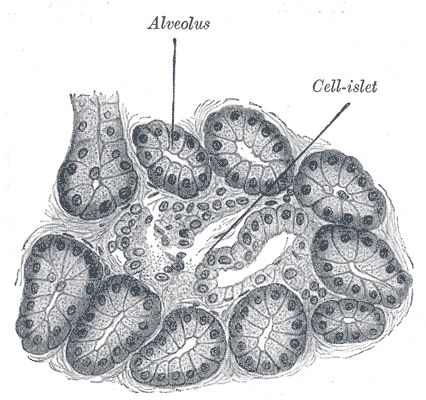
犬のランゲルハンス島。×250

ランゲルハンス島（ランゲルハンスとう、英語: islets of Langerhans、ドイツ語: Langerhans-Inseln）は、膵臓の内部に島の形状で散在する内分泌を営む細胞群である。膵島（すいとう、英語: Pancreatic islets、ドイツ語: Pankreasinseln、ラテン語: insulae pancreaticae）とも呼ばれる。ドイツの病理学者のパウル・ランゲルハンスによって発見された。ランゲルハンス細胞とは別物である。

## 概要

ランゲルハンス島。H-E染色

膵臓は、膵液アミラーゼなどの消化酵素を十二指腸内へ分泌する外分泌腺と内分泌腺のランゲルハンス島から成る。膵臓の90%以上は外分泌腺が占め、内分泌細胞の塊が島のように分泌液に浮かんで存在している。ランゲルハンス島はα細胞、β細胞、δ細胞、ε細胞、PP細胞の5つの細胞とランゲルハンス島内に栄養を運ぶ血管により構成される。α細胞はグルカゴン、β細胞がインスリン、δ細胞がソマトスタチン、ε細胞がグレリン、PP細胞が膵ポリペプチドを分泌する。
ランゲルハンス島は多くの脊椎動物の膵臓内に散在する球形の内分泌腺組織で、主にインスリンを分泌し血糖の調節を行う。メダカやゼブラフィッシュなど多くの硬骨魚類も、他の脊椎動物と同じく膵臓内に内分泌腺であるランゲルハンス島を持ち、インスリンを分泌し血糖の調節を行う。しかしながら硬骨魚類の中には、膵臓内にランゲルハンス島をもたず、代わりに肝臓近辺に膵臓の内分泌腺と同等の機能を持った組織が散在する種も存在する。これらの種の内分泌腺はランゲルハンス島ではなくブロックマン小体と呼ばれている。このように硬骨魚類では、膵臓の外分泌機能をもつ組織と内分泌機能をもつ組織との関係が多様である。このことは膵臓が、硬骨魚類の進化の過程で、本来別の器官だった外分泌腺とランゲルハンス島が融合し新たに形成された臓器であることを示唆している。
ヒトのランゲルハンス島はその径が100-300マイクロメートルであり、膵臓1ミリグラムにつき10-20個あり、膵臓全体で100万個以上存在するといわれる。ネズミ目（齧歯類）では、ランゲルハンス島の中心部にβ細胞が位置し、α、δ、PP細胞が周辺部に位置するが、ヒトにおいては、この分布は齧歯類ほどは明確ではない。鳥類においては、むしろα細胞が中心部に位置することが知られている。なお硬骨魚類のゼブラフィッシュのランゲルハンス島はネズミ目同様にその中心部にβ細胞を配置し、周辺に他の細胞が位置する形態をもつ。
ランゲルハンス島を構成する細胞が腫瘍化したものを膵内分泌腫瘍という。膵島細胞腫ということもある。これにはα細胞由来のグルカゴノーマ、β細胞由来のインスリノーマ、δ細胞由来のソマトスタチノーマ、PP細胞のPPオーマなどがある。

## 膵島移植
生体または死体から摘出した膵臓よりランゲルハンス島を分離し、糖尿病患者に移植することができるようになった。これを膵島移植という。カナダのグループによりエドモントンプロトコールと呼ばれるステロイドを用いない新しい免疫抑制法が導入されてから、ランゲルハンス島の成着率は飛躍的に改善したが、それでも、一人の患者の治療に何回かの膵島移植が必要となることが多い。
長期にわたってインスリン治療から離脱できる患者は少数であり、膵臓移植のほうが成績は良い。門脈内へランゲルハンス島を注入するだけであり、膵臓移植と比較して移植を受ける者の体への負担が軽いうえ、合併症のおそれも少ない。日本では2004年に始まったが、2007年にBSE問題で中断された。当時は移植過程で、牛の脳の成分を一部利用した薬が使用されていたためである。その後、牛の脳を使わない手法も開発され、2010年からは高度医療評価制度が適用されることになった。
課題としては、臓器などの提供者が少ない日本で、十分なランゲルハンス島を得ることが難しいこと（提供された膵臓からランゲルハンス島の分離に成功する確率は50%程度）や、高額な費用が挙げられる。
iPS細胞（人工多能性幹細胞）で膵島を作り，糖尿病患者で膵島が機能をしていない患者に移植しようとする計画がある。iPS細胞は患者自身から正常細胞を採取し生成するため、自己免疫機能による移植時の移植した細胞の死を防ぐことができる。ただし費用面の問題もあり、実用化は極めて困難である。

## 架空の島としての「ランゲルハンス島」
ランゲルハンス島はその名称の語感から、フィクションなどで架空の島に見立てて様々に連想されている。
- 村上春樹、安西水丸共著のエッセイ集に『ランゲルハンス島の午後』があり、作中ではランゲルハンス島を空想上の概念・理想郷として実体化している。
- 山本正之は、ランゲルハンス島を楽園に見立てて体内を冒険する「冒険ランゲルハンス島」という楽曲を制作している。アルバム『COLORS』（1992年）に収録されている。
- 原田重光（原作）・初嘉野一生（作画）の漫画『はたらく細胞BLACK』[注釈 1]は、人の体内を舞台に、擬人化した細胞たちの生活を描いているが、作中でランゲルハンス島は、β細胞たちの職場でインスリンを製造する施設がある離れ小島として描かれている。